# Juris Alunāns
Juris Alunāns (ur. 13 maja 1832, Jaunkalsnava, zm. 18 kwietnia 1864) – łotewski poeta, filolog i tłumacz, jeden z głównych ideologów ruchu młodołotewskiego. 
Zadebiutował w 1856 r. publikując tom Dziesmiņas, latviešu valodai pārtulkotas (łot. Piosnki łotewskiemu językowi przyswojone). Zbiór ten zawierał oprócz własnych utworów Alunānsa również przekłady na język łotewski poezji klasyków literatury światowej (m.in. Horacego, Goethego, Schillera, Lermontowa). 
Od 1862 r. był redaktorem czasopisma Pēterburgas Avīzes, który był nieformalnym organem grupy Młodołotyszy. Jako językoznawca zaangażował się w akcję oczyszczania języka łotewskiego z wyrazów obcego pochodzenia, głównie germanizmów. Wprowadził do języka łotewskiego ok. 600 neologizmów (w tym m.in. wyraz Saeima).
Pisał również artykuły i rozprawy, poświęcone łotewskiej twórczości ludowej. Zostały one opublikowane w zbiorze Sēta, daba, pasaule (łot. Zagroda, przyroda, świat, dwa tomy, 1869–1860).